# Daniel Gottlieb Messerschmidt
Pour les articles homonymes, voir Messerschmidt.
Daniel Gottlieb Messerschmidt est un médecin et un naturaliste allemand, né en 1685 à Dantzig et mort en 1735 à Saint-Pétersbourg.

## Biographie
Il obtient son titre de docteur à Halle en 1707 et soutient sa thèse De la raison comme principe dominant de la science médicale en 1713.
Il pratique d'abord à Dantzig puis, contacté par le tsar de Russie Pierre Ier, gagne Saint-Pétersbourg en avril 1718. Sa mission est d'établir une importante étude sur la nature et le sol de la Sibérie.
Durant sept années, il réalise ainsi de très nombreuses observations. Il arrive à Tobolsk le 24 décembre 1719 et mène de nombreux périples à travers tout le pays. Il s'adjoint Philip Johan von Strahlenberg qui devient son ami. Il consigne ses travaux, dont dix volumes sont consacrés à l'ornithologie sibérienne. De retour à Irkoutsk le 14 avril 1725, il apprend le 11 mai la mort de Pierre Ier survenue le 28 janvier. Personne ne s'occupe alors de lui et il est contraint de demeurer à Irkoutsk. Ayant été enfin rétribué pour ses travaux, il quitte Irkoutsk le 23 juin et gagne Ienisseï en descendant l'Angara. Il y reste plusieurs mois et y rencontre Vitus Béring et Martin Spangberg.
L'inimitié de Laurentius Blümentrost, qui n'a pas cessé d'entraver ses travaux depuis le début, lui vaut d'être mis aux arrêt le 27 février 1726 à Tobolsk. Ses quatorze colis contenant toutes ses trouvailles sont confisqués. L'humiliation va jusqu'à une accusation d'attrait particulier de Messerschmidt pour les petits garçons. Ses colis sont scellés et Messerschmidt est escorté sur Moscou. Durant le périple, il est bloqué huit mois à Solikamsk et subit toutes sortes de vexations. Épuisé, il arrive à Moscou le 31 janvier 1727. Emmené à Saint-Pétersbourg, Blümentrost l'accueille violemment le 27 mars et refuse de le rétribuer et de rembourser ses frais. Bien que les scientifiques chargés d'analyser ses colis les trouvent exceptionnels pour l'abondance et la qualité des spécimens, il n'obtient finalement en compensation que 200 roubles.
Le 13 septembre 1728, il prête serment de ne pas éditer ses travaux sans autorisation de l'Académie des sciences. Il se marie le 17 mars 1729 à Brigitta Elen et embarque le 16 septembre pour Dantzig. Malheureusement, le navire qui le porte fait naufrage vers Pillau le 27 octobre et Messerschmidt y perd tous les livres, manuscrits et collections qu'il lui restaient ainsi que tous ses biens. Ruiné, il tente de revenir à Saint-Pétersbourg en pensant qu'il serait utile aux scientifiques travaillant sur ses collections (20 septembre 1731), mais ne reçoit qu'indifférence.
Il meurt dans la misère et l'oubli le 25 mars 1735.

## Collections

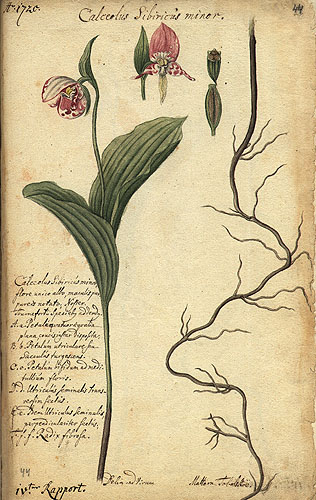
Cypripedium guttatum (description de Messerschmidt)

On lui attribue la description du premier crâne d’éléphant fossile connu. Peter Simon Pallas (1741-1811) cite des extraits de son voyage dans Neue nordischen Beyträge.
Wilhelm Radloff dans ses Antiquités Sibériennes (Сибирские древности, 1888-1894, vol I) reprend son journal de voyage et sa description de la Sibérie, partiellement.
Messerschmidt laisse trois tomes de sa Siberia perlustrata étudiant faune, flore, minéraux, géographie, archéologie, histoire, ethnographie, linguistique, mœurs des peuples de la Sibérie. Pour l'étude des oiseaux, il consacre dix tomes intitulés Ornithologicum sibiricum.
Il est le pionnier de la botanique et de l’ornithologie sibériennes ainsi que le premier à s'être intéressé aux antiquités et à l'écriture des peuples y vivant du VIIIe au XIIIe siècle, en particulier des Khakasses. De même, il laisse d'importants travaux sur les Tatars, les Kalmouks, Bouriates, Kirghiz, Kazakhs, Samoyèdes, Ostiaks, Toungouses, Votiaks, ou encore, parmi d'autres, les Vougouls.
Ses cartes inspireront de nombreux géographes. Son journal, en cinq volumes, ne sera publié qu'à partir de 1962.